# Maria Koppenhöfer
Maria Koppenhöfer, née le 11 décembre 1901 à Stuttgart et morte le 29 novembre 1948 à Heidelberg, est une actrice allemande.

## Filmographie partielle
- 1931 : 24 Stunden aus dem Leben einer Frau de Robert Land
- 1932 : Nous les mères de Fritz Wendhausen
- 1932 : Histoires fantastiques (de) de Richard Oswald
- 1933 : Les Fugitifs (Flüchtlinge) de Gustav Ucicky
- 1935 : Jeanne d'Arc
- 1937 : Crépuscule
- 1938 : The Mountain Calls
- 1938 : Anna Favetti
- 1938 : Le Défi de Luis Trenker
- 1940 : Kora Terry (en)
- 1940 : Bismarck
- 1940 : Marie Stuart (Das Herz der Königin) : Élisabeth Ire d'Angleterre
- 1943 : Wenn die Sonne wieder scheint de Boleslaw Barlog : Barbele Termöhlen
- 1954 : Tiefland de Leni Riefenstahl